# Major Isidoro (ort)
Major Isidoro är en ort i Brasilien.   Den ligger i kommunen Major Isidoro och delstaten Alagoas, i den östra delen av landet, 1 400 km nordost om huvudstaden Brasília. Major Isidoro ligger 191 meter över havet och antalet invånare är 8 507.
Terrängen runt Major Isidoro är platt. Major Isidoro är det största samhället i trakten.
Omgivningarna runt Major Isidoro är huvudsakligen savann. Runt Major Isidoro är det ganska glesbefolkat, med 21 invånare per kvadratkilometer.